# Perla (sous-marin)
Le Perla (en français, littéralement : le Perle) est un sous-marin, navire de tête de la classe Perla (sous-classe de la Serie 600), en service dans la Regia Marina lancé au milieu des années 1930 et ayant servi pendant la Seconde Guerre mondiale.

## Caractéristiques
Les sous-marins de la classe Perla sont des sous-marins de petite croisière dérivés de la série Sirena, pour lesquels ils subissent une légère augmentation du déplacement et de la distance parcourue grâce aux améliorations et à l'installation de nouveaux équipements de climatisation ; des équipements plus modernes sont également installés à bord, notamment un radiogoniomètre pouvant être contrôlé depuis l’intérieur du navire. Entre les sous-marins construits à Monfalcone et ceux construites à La Spezia, il y a des différences extérieures, surtout à l'extrémité du massif.
Leur déplacement à pleine charge prévu était de 695 tonnes en surface et de 855 tonnes en immersion, mais variait quelque peu selon le sous-marin et le constructeur. Les sous-marins avaient une longueur de 60,20 m, une largeur de 6,4 m et un tirant d'eau de 4,6 à 4,70 m.
Pour la navigation en surface, les sous-marins étaient propulsés par deux moteurs diesel Fiat, chacun entraînant un arbre porte-hélice d'une puissance totale de 675–750 ch (503–559 kW). En immersion, chaque hélice était entraînée par un moteur électrique CRDA de 400 ch (298 kW). Ces moteurs électriques étaient alimentés par une batterie d'accumulateurs au plomb composée de 104 éléments. Ils pouvaient atteindre 14 nœuds (26 km/h) en surface et 7,5 nœuds (13,9 km/h) sous l'eau. En surface, la classe Perla avait une autonomie de 5 200 milles nautiques (9 600 km) à 8 nœuds (15 km/h), en immersion, elle avait une autonomie de 74 milles nautiques (137 km) à 4 nœuds (7,4 km/h).
Les sous-marins étaient armés de six tubes lance-torpilles internes de 53,3 cm (21,0 in), quatre à l'avant et deux à l'arrière. Une torpille de rechargement était transportée pour chaque tube, pour un total de douze. Ils étaient également armés d'un canon de pont de canon OTO de 100 mm (4 pouces) pour le combat en surface. L'armement antiaérien léger consistait en une ou deux paires de mitrailleuses Breda Model 1931 de 13,2 mm (0,52 in).

## Construction et mise en service
Le Perla est construit par le chantier naval Cantieri Riuniti dell'Adriatico (CRDA) de Monfalcone en Italie, et mis sur cale le 31 août 1935. Il est lancé le 3 mai 1936 et est achevé et mis en service le 8 juillet 1936. Il est commissionné le même jour dans la Marine royale.

## Historique
Une fois en service, le Perla est affecté à la XXXVe Escadrille de sous-marins (Ier Groupe de sous-marins) basée à Messine, bien qu'il est en fait stationné à Augusta,,.
En 1936, il effectue un voyage d'entraînement dans le bassin oriental de la Méditerranée, tandis que l'année suivante, il effectue une croisière similaire, mais le long de la côte italienne, et avec Tarente comme destination,.
En 1938, il est stationné à la base érythréenne de Massaoua ; l'objectif est de tester les performances dans les mers chaudes,,.
Du 29 décembre 1938 au 24 janvier 1939, il effectue une croisière au large des côtes somaliennes avec le sous-marin Glauco.
Au printemps 1939, il fait un voyage dans l'océan Indien avec son navire-jumeau (sister-ship) Gemma, pour tester les qualités de la classe dans les mers chaudes pendant la saison des moussons. Les résultats sont cependant loin d'être satisfaisants : en raison de la mer extrêmement agitée (jusqu'à force 9), il n'a pas été possible d'utiliser l'armement et il a été extrêmement difficile de maintenir sa profondeur périscopique. On constate également des pertes du dangereux chlorure de méthyle.
Il retourne ensuite temporairement en Méditerranée (1939) pour sa maintenance,,.
Au cours de l'été 1939, il est employé, dans la rade de Naples, pour vérifier l'efficacité d'un système de mise à feu des torpilles « sans bulle » (qui évitent la formation de grosses bulles d'air lors de la mise à feu des torpilles, problème qui facilitait la détection du sous-marin et pouvait également causer des problèmes de flottabilité), avec un résultat satisfaisant.
À l'entrée de l'Italie dans la Seconde Guerre mondiale, le sous-marin se trouve de nouveau à Massaoua,,, encadré dans le LXXXIIe Escadron de sous-marins.
Le 19 juin 1940, sous le commandement du lieutenant de vaisseau (tenente di vascello) Mario Pouchain, il quitte Massaoua pour sa première mission dans le golfe de Tagiura, à une quinzaine de milles nautiques (22 km) de Ras El-Bir (le sous-marin aurait dû partir plus tard, mais son envoi a été avancé à la demande du duc d'Aoste, qui avait demandé deux autres sous-marins en mer),,,. Le 20 juin, au lever du soleil, le Perla a plongé. Cependant, les températures élevées ont rendu les espaces étroits du sous-marin inhabitables (un électricien est saisi par un coup de chaleur) : l'appareil de climatisation ne fonctionne pas et Pouchain ordonne de le démonter pour le vérifier,,,. Au cours de cette opération, menée dans la nuit du 21 juin, du chlorure de méthyle a fui, provoquant l'intoxication d'abord de cinq hommes, puis d'un nombre croissant d'entre eux (dont le commandant en second, le lieutenant Renzo Simoncini), alors que les premiers intoxiqués ont vu leur état s'aggraver, malgré les tentatives de guérison,,,. Le 23, le Perla atteint la zone assignée dans des conditions désespérées : le commandant en second Simoncini est devenu fou ainsi que de nombreux autres marins, beaucoup donnent des signes de délire ou de folie voire de danger (beaucoup ont dû être attachés pour les empêcher de se blesser, un marin a essayé d'inonder un compartiment), Pouchain lui-même est intoxiqué ainsi que la plupart de l'équipage ; la température à l'intérieur du sous-marin a atteint 64 °C,,,.
Recevant l'ordre de rentrer, le Perla se dirige vers Massaoua dans des conditions très précaires : la moitié de l'équipage est en état d'intoxication grave. Les heures de jour doivent être passées avec le sous-marin à l'arrêt, couché sur le fond, et le 26 il y a une première victime, tandis que les huit dixièmes de l'équipage sont intoxiqués. Lorsque, au coucher du soleil, le sous-marin sort pour recharger les batteries (le commandant Pouchain est si gravement intoxiqué qu'il doit envoyer deux autres officiers à sa place dans la (tourelle), car il ne peut même pas bouger), il est attaqué par la canonnière HMS Shoreham (L32) et est forcé de plonger sur un fond de 24 mètres, signalant quelques dégâts causés par des grenades sous-marines. Ayant refait surface, il s'échoue près de Ras Cosar, à une dizaine de milles nautiques (18 km) au sud de Shab Shak,,,. Alors que le matin du 27 juin, les quelques hommes efficaces restants essaient inutilement de désengager le sous-marin, de Massaoua, les destroyers Leone et Pantera et le torpilleur Giovanni Acerbi sont partis à sa rescousse. Le Leone, cependant, doit faire demi-tour à cause d'une panne et les deux autres navires rapportent qu'une formation ennemie supérieure, avec le croiseur léger HMS Leander (75) et les destroyers HMS Kingston (F64) et HMS Kandahar (F28), se dirige vers le Perla,,. Le Kingston, s'approchant du sous-marin, ouvre le feu avec son artillerie. Le Perla tente de réagir avec son canon de pont, mais celui-ci cesse de fonctionner au second tir,,. Pouchain ordonne d'éliminer les documents secrets et d'abandonner le sous-marin. À bord restent lui, un enseigne et le marin électricien Arduino Forgiarini, qui ne veut pas quitter le sous-marin sans le commandant,. Le premier obus du Kingston qui touche le Perla tue Forgiarini (qui sera décoré d'une médaille d'or de la valeur militaire à titre posthume) et jette les deux officiers à l'eau. Deux attaques d'avions italiens (huit bombardiers Savoia-Marchetti SM.81,) forcent le Kingston et les autres unités à se replier,. Le lieutenant Simoncini, le plus gravement intoxiqué parmi les officiers, est remonté à bord du sous-marin maintenant abandonné et meurt peu après. Parmi les autres intoxiqués, il y a également 13 morts (deux sous-officiers, un sous-chef et dix marins), certains se noient en essayant de nager jusqu'à la rive, d'autres après avoir atteint la terre, en raison des conséquences de l'intoxication, tandis que les survivants, en deux groupes, sont secourus les 28 et 30 respectivement par le destroyer Daniele Manin (prévenu grâce à l'enseigne Gallo et aux hommes les plus sains, qui ont atteint à pied le phare de Shab Shak) et par une expédition terrestre venant de Massaoua (par les intoxiqués, qui ont atteint le village de Sovoità),,.
Le Perla, provisoirement réparé en cinq jours, est ensuite remorqué à Massaoua le 20 juillet,..
En janvier 1941, alors qu'il devient évident que l'Afrique orientale italienne est sur le point de tomber, il est décidé que les sous-marins, soutenus par des unités d'approvisionnement allemandes, atteignent Bordeaux, où se trouve le Betasom, la base sous-marine italienne dans l'Atlantique.
Le Perla (ainsi que les autres unités) est modifié pour ce voyage : les doubles fonds sont modifiés pour stocker plus de carburant et de torpilles et une partie des munitions du canon, ainsi que d'autres choses jugées superflues ont été éliminées.
Le 1er mars 1941, le Perla quitte Massaoua sous le commandement du lieutenant de vaisseau Bruno Napp. Il navigue sous l'eau jusqu'à ce qu'il franchir le détroit de Périm, puis remonte à la surface et, après avoir passé à l'est de Madagascar (échappant également à une attaque d'un avion Bristol Blenheim), il fait le plein sur le croiseur auxiliaire allemand Atlantis, où l'exploit auquel est confronté un tel sous-marin (un sous-marin côtier face à la traversée de deux océans) suscite beaucoup d'admiration chez le commandant du Atlantis, Bernhardt Rogge,,. Le Perla parcourt ensuite 4 000 milles nautiques (7 400 km) supplémentaires pour atteindre le navire de ravitaillement allemand Nordmark. Après être parti, il passe les îles du Cap-Vert, puis passe entre les Açores et les îles Canaries et atteint finalement Bordeaux le 20 mai. Il a passé 81 jours en mer, parcourant 13 100 milles nautiques (26 260 km),,.
Après quatre mois d'inactivité à Bordeaux (pendant cette période, il subit d'importants travaux de réparation et d'entretien), le 20 septembre 1941, le Perla part pour retourner en Méditerranée. Il longe la côte nord-africaine, traverse le détroit de Gibraltar en surface le 28 septembre et arrive à Cagliari le 3 octobre,,.
Il est ensuite employé en Méditerranée. Il effectue une première mission offensive, au large de la Cyrénaïque, du 12 au 23 février 1942.
Après avoir été repris par le lieutenant de vaisseau Giovanni Celeste, le sous-marin effectue deux autres missions similaires, la première du 29 mars au 9 avril et la seconde du 16 au 28 avril, dans les eaux au sud-ouest de l'îlot de Gaudo, près de la Crète.
Le 10 mai, il est envoyé aux environs du cap Kelibia, le long de la côte tunisienne, et le lendemain, il tire deux torpilles sur le minéralier rapide HMS Welshman, le manquant. Il rentre à sa base le 24 du mois,,.
Le 6 juillet, sous le commandement du lieutenant de vaisseau Gioacchino Ventura, le sous-marin se rend dans la zone de Chypre, son secteur d'embuscade. Trois jours plus tard, il lance deux torpilles contre la corvette britannique HMS Hyacinth (K84) au large de Beyrouth, mais les torpilles échouent et le navire britannique contre-attaque par un bombardement intensif avec des grenades sous-marines, qui endommage le Perla au point de le forcer à faire surface,,,
Le commandant ordonne alors d'abandonner le sous-marin et de le saborder. Cependant, avant que le Perla ne puisse couler (en raison de l'impossibilité d'ouvrir certaines des évents, qui ont été endommagés, le sous-marin s'enfonçant extrêmement lentement), un canot de sauvetage du Hyacinth atteint le Perla, l'aborde et stoppe son enfoncement, puis il est remorqué jusqu'à Beyrouth,,,.
Tout l'équipage (sauf le sergent Antonio De Maria, qui est mort dans l'attaque) est récupéré puis capturé par les Britanniques,,,.
Au total, le sous-marin avait effectué 8 missions de guerre en mer Méditerranée et 3 en mer Rouge, dans l'océan Indien et dans l'océan Atlantique, couvrant un total de 21 182 milles nautiques (39 230 km) en surface et 1 506 milles nautiques 2 790 km) sous l'eau.
Le Perla, rebaptisé P 712 et employé par la Royal Navy, est soumis à une étude pour vérifier le niveau de la technique italienne dans la construction des sous-marins.
En 1943, il est vendu à la Marine grecque pour laquelle, sous le nouveau nom de Matrozos, il sert jusqu'en 1947, année de sa radiation et plus tard démoli en 1954,,,.